# Munkar y Nakir

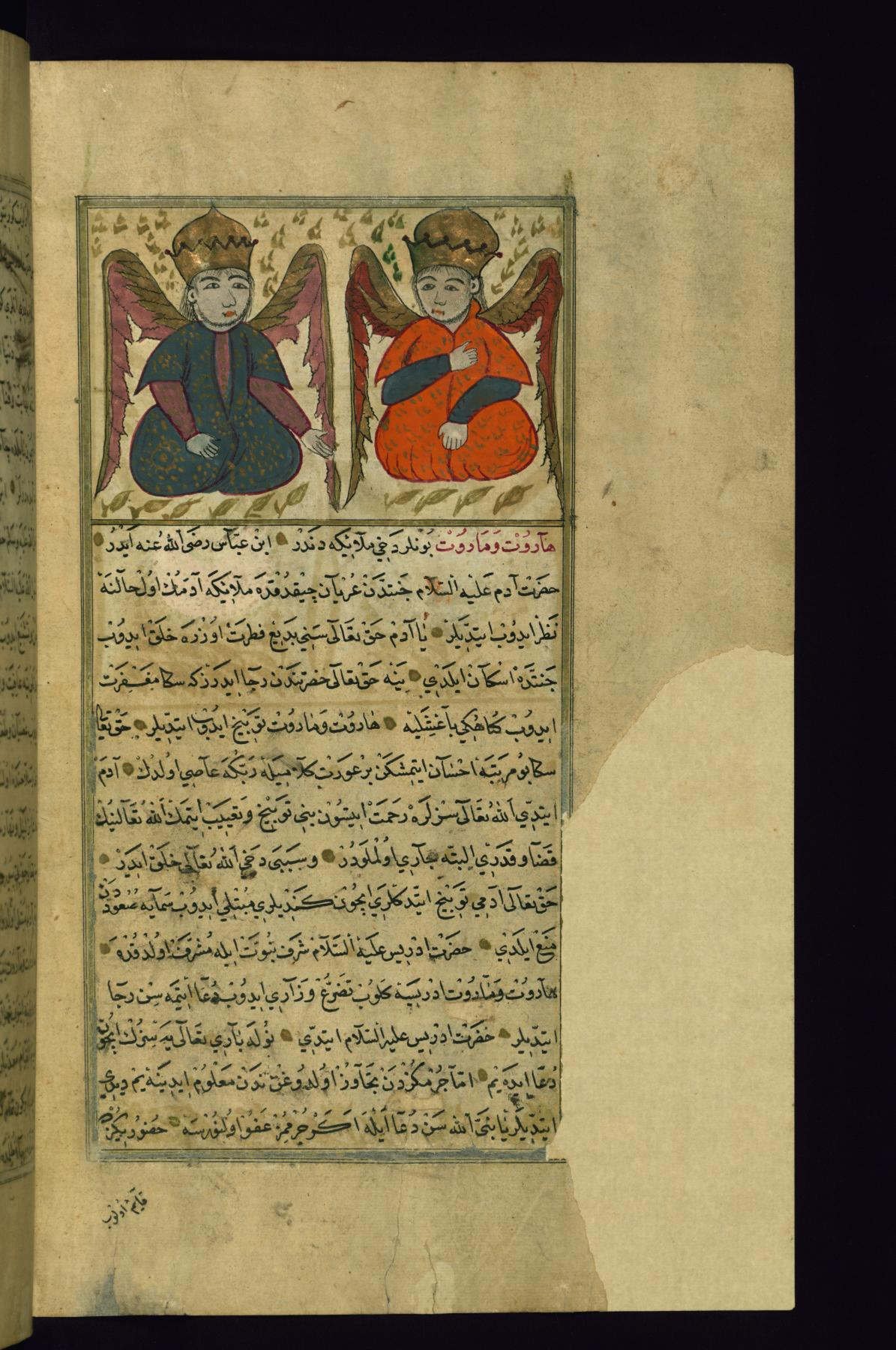
Ilustración que representa a los ángeles Munkir y Nakir, que están a cargo de interrogar a las personas fallecidas

Munkar y Nakir, (en árabe: منكر و نكير‎) en la escatología islámica, son los ángeles que prueban la fe de los muertos en sus tumbas.
De acuerdo con el islam, tras la muerte el alma de una persona pasa a través de un estadio llamado barzakh, donde continúa existiendo en su tumba (incluso si el cuerpo de la persona es destruido, su alma continúa sobre la tierra cercana al lugar donde murió). El interrogatorio comienza cuando concluye el funeral y la última persona de la comitiva fúnebre se ha alejado 70 pasos de la tumba. Nakir y Munkar alzan el alma del difunto sobre su tumba y le hacen tres preguntas: "¿quien es tu señor?""¿quien es tu profeta?"y "¿cual es tu religión?". Un creyente observante deberá responder correctamente afirmando que su Señor es Alá, que Mahoma es su profeta y que su religión es el Islam. Si el finado responde correctamente, el tiempo que pasará esperando la resurrección será agradable. Los que no respondan según se describe más arriba serán castigados hasta el día del juicio.
Los musulmanes creen que una persona recordará correctamente las respuestas a estas cuestiones, no recordándolas antes de la muerte (en comparación con el libro de los muertos) sino por su imán y por la profesión islámica de fe.
Munkar en ocasiones se translitera como Monkir.